# Banjo-Kazooie: Nuts & Bolts
Banjo-Kazooie: Nuts & Bolts (с англ. — «Банджо-Казуи: Болты и гайки, офиц. Банджо-Казуи: ш. и р.») — компьютерная игра в жанре action-adventure, разработанная компанией Rareware и выпущенная Microsoft Game Studios для консоли Xbox 360 в 2008 году. Это третья игра в основной серии и пятая игра серии Banjo-Kazooie, а также первая игра серии, изданная Microsoft (другие игры после покупки Rare в 2002 году были по договору изданы THQ).
Игра была положительно оценена критиками, однако была принята большинством старых фанатов в штыки.

## Игровой процесс
Игра объединяет элементы конструкторского симулятора и классического платформера. В игре необходимо строить свое транспортное средство с помощью различных запчастей (в игре их более 1600) и чертежей, разбросанных по шести замкнутым уровням. Сами уровни разделены на шесть «актов». Также там можно встретить элементы из предыдущих игр серии — золотые кусочки пазлов (Jiggies), которые используются для открытия уровней, и золотые ноты, которые впервые в серии получили роль внутриигровой валюты. Также в мире есть мастерская «Mumbo’s Motors», её владельцем является туземец Мамбо из предыдущих игр серии.
Однако в игре частично сохранены классические геймплейные элементы платформера. Герои могут выйти из машины, начав исследовать местность пешком. Банджо, например, может плавать, опускаться в гору и спускаться с горы, а Казуи — бить врагов с помощью гаечного ключа.

## Сюжет
Прошло 8 лет со времени игры Banjo-Tooie. С тех пор от старой ведьмы Грунтильды, главного антагониста, остался только череп, а Банджо и Казуи стали ленивыми и толстыми прожигателями жизни. Герои и полуживой череп Грунти встречаются у Спиральной Горы. Но в ответ на угрозы ведьма получает безудержный смех Банджо и Казуи. Но их вдруг всех прерывает нечто, называющее себя Лордом Игр (Lord of Games; LOG). Он решает урегулировать очередной конфликт между ними, и возвращает Банджо и Казуи их былую физическую форму, но в то же время он дает и новое механизированное тело Грунтильде. Он говорит, что их прошлые навыки им не понадобятся, и заставляет их пройти несколько гоночных испытаний на автомобилях, которые должны построить они сами. Победивший возвращает себе владение Спиральной горой, а проигравший навеки отправляется на каторгу к Лорду игр.

### История разработки
Изначально команда, вдохновленная успехом Conker: Live and Reloaded хотела выпустить ремейк первой части Banjo-Kazooie на Xbox 360, но впоследствии разработчики расхотели делать игру, которая по их мнению была похожа на предыдущие. Основной идеей было создание игры, «где можно создавать вещи». Большой проблемой для разработчиков, как говорит дизайнер Грэг Мейлз, стала разработка простого дизайна автомобилей, пригодного для обширного модернизирования. В разработке игры участвовали все люди, которые работали над первыми двумя частями основной серии.
Был сделан также редизайн персонажей. Была дана задача обновить внешний вид героев. Изначально дизайнеры делали детализированные модели, но впоследствии решено было сделать их более «кубическими», и им придали более грубые формы.

## Музыка и звук
Музыку к игре написали Роберт Бинлед, Дэвид Клайник и Грент Киркхоп (для него эта работа стала последней в Rare). В игре есть аранжировки мелодий из прошлых частей, но в основном музыка была написана с нуля. В 2009 году саундтрек игры выпустил на Amazon и iTunes лейбл Sumthing Else.
Программист игры Крис Сатерленд снова озвучил главных героев Банджо и Казуи.

## Рецензии
| Сводный рейтинг    | Сводный рейтинг         |
| Агрегатор          | Оценка                  |
| ------------------ | ----------------------- |
| GameRankings       | 80,66 %                 |
| Metacritic         | 79/100                  |
| Иноязычные издания |                         |
| Издание            | Оценка                  |
| 1UP.com            | A-                      |
| Eurogamer          | 7/10                    |
| Game Informer      | 8,5/10                  |
| GameSpot           | 8,5/10                  |
| GameSpy            | [ 19 ]                  |
| GamesRadar+        | 8/10                    |
| GameTrailers       | 6,7/10                  |
| IGN                | (US) 8,3/10 (UK) 6,5/10 |
| VideoGamer         | 9/10                    |
| Wired              | 5/10                    |

Критический прием был умеренно-позитивный. Игра получила 79 баллов из 100 на Metacritic на основе 71 рецензии. Критики в основном осуждали удаление из игры многих классических для платформера элементов. Том Бредуэлл из Eurogamer отметил «скудный дизайн автомобилей и некоторых уровней». Бен Ривз из Game Informer указал на «повторяющиеся» гонки, а рецензента из GameSpot, наоборот, восхитило разнообразие деталей для транспорта — «игра дает игроку свободу творчества в конструкции машин».
Издание Giant Bomb дало игре все 5 звезд. Рецензент Брэд Шумейкер выразился, что разнообразие в сборке машин и миссиях привлекут игроков к Nuts and Bolts.
Одним из наиболее неблагосклонных обзоров дало издание GameTrailers — рецензент игре дал лишь 6,7 баллов из 10. Ему не понравилась физика игры и «смехотворно сложный и неприменимый к Banjo-Kazooie» игровой процесс. Ретроспективный обзор 2015 года от GamesRadar был более благосклонный — 8 баллов из 10. Журналист Дэвид Робертс посчитал, что игра повлияла на другие игры, где есть элементы конструктора, такие как Fallout 4 и Kerbal Space Program.
В 2010 году игра вошла в список «1001 видеоигра, в которую Вы должны сыграть, прежде чем умереть».

## Продажи
Игра была популярна, и в США за два первых месяца было продано 140 тысяч копий , а через девять месяцев достигла статуса «Платинового хита», продавшись тиражом более 400 тысяч копий.